# Dolan Township
Dolan Township est un township du comté de Cass dans le Missouri, aux États-Unis,. Le township est baptisé en référence à James Dolan, un pionnier.

## Source de la traduction
- (en) Cet article est partiellement ou en totalité issu de l’article de Wikipédia en anglais intitulé « Dolan Township, Cass County, Missouri » (voir la liste des auteurs).